# Александър Ловен
Александър Лоуен (на английски: Alexander Lowen) е американски психотерапевт, известен с биоенергетичния анализ.

## Биография
Роден е на 23 декември 1910 година в Ню Йорк, САЩ. Получава бакалавърска степен по наука и бизнес от Сити Колидж в Ню Йорк и бакалавърска степен от Бруклинското правно училище. Интересите му са във връзката между ума и тялото. През 30-те и 40-те години, той се записва в клас за характерова анализа при Вилхелм Райх. След обучението за терапевт, Лоуен се мести в Швейцария, за да посещава Женевския университет, където получава докторска степен през юни 1951 г.
Лоуен развива, заедно със своя колега Джон Пиеракос, бионергетичния анализ, форма на психотерапия. Той е основател и бивш изпълнителен директор на Международния институт за биоенергетична анализа в Ню Йорк.
Умира на 28 октомври 2008 година в Ню Канаан на 97-годишна възраст.